# Шатобриан (стейк)
Шатобриан (стейк, филе, бифштекс шатобриан, филе-шато; фр. chateaubriand) — мясное блюдо, приготовленное из толстой части говяжьей вырезки.

## Характеристика

Часть вырезки, идущая на шатобриан, на схеме разделки говяжьей туши.

Вырезки в туше располагаются вдоль обеих сторон позвоночника. Вырезка (большая поясничная мышца) часто продаётся целиком и выглядит как длинный узкий веретенообразный кусок мяса, утолщённый с одной стороны («голова») и более тонкий с другой («хвост»). Мясо для шатобриана вырезают из толстой центральной части говяжьей вырезки. Кусок должен быть толщиной не меньше 5 см («два пальца») и обычно подаётся для двух персон. 
Часто шатобриан готовят из большого куска вырезки до 1,5 кг на несколько человек. Большое филе разрезают на порционные куски после обжаривания в ходе приготовления, но чаще подают целиком и отрезают от него ломти уже на столе.
Мясо вырезки очень нежное, но постное и не обладает ярким вкусом. Для сочности и вкуса некоторые рецепты предлагают при приготовлении обвязывать мясо полосками бекона, но чаще недостаток вкуса в мясе восполняется соусом.

## Приготовление
Мясо обжаривают на оливковом масле с перцем на очень горячем гриле или сковороде по одной минуте с каждой стороны, затем доводят до готовности в горячей духовке. Большой кусок мяса имеет неправильную форму, его готовят медленно, чтобы обеспечить правильную прожарку: в зависимости от глубины она должна меняться от хорошо прожаренной корочки до состояния «с кровью» и почти сырого, чуть прогретого мяса в самой середине куска. 
Небольшими порциями шатобриан принято готовить «с кровью» или слабо прожаренным.
Во времена Шатобриана блюдо подавали с соусом из белого вина с луком-шалотом и эстрагоном, также получившим название «шатобриан». В кулинарии XX—XXI веков его чаще подают с соусом беарнез .

## Название
Энциклопедия Larousse Gastronomique утверждает, что блюдо названо в честь известного писателя виконта Франсуа-Рене де Шатобриана, чей личный шеф-повар придумал рецепт, когда в 1822 году Шатобриан служил послом в Лондоне. Другую версию предлагает словарь Dictionnaire de l’Académie des Gastronomes, предположивший, что название блюду дала высококачественная говядина, которую выращивали в городе Шатобриан в регионе Атлантическая Луара во Франции